# Luis Juez
Luis Alfredo Juez (Córdoba, Argentina; 13 de septiembre de 1963) es un abogado y político argentino, que desde el 10 de diciembre de 2021 es senador nacional por la provincia de Córdoba en representación del PRO. Fue intendente de la ciudad de Córdoba entre 2003 y 2007, senador nacional entre 2009 y 2015, embajador de Argentina en Ecuador entre 2016 y 2017, y diputado nacional entre 2019 y 2021.

## Biografía

### Comienzos
Luis Alfredo Juez nació el 13 de septiembre de 1963 en la ciudad de Córdoba. La carrera política de Juez comenzó en 1980/1981, cuando adhirió al Partido Justicialista. En 1987 fue elegido presidente de la Juventud Peronista. Se casó en 1991 con su primer esposa y en 2008 con su actual pareja, en 1994 tuvo una hija extramatrimonial que debió reconocer tras perder un juicio por paternidad obligando a reconocer su paternidad.
En los años 1990, durante la presidencia de Carlos Menem, ocupó diferentes cargos. Fue diputado provincial ( 14 de agosto de 1994 - 18 de diciembre de 1996) y dos veces representante del Estado nacional en la empresa Papel Prensa.
En el año 1998 se presentó a la interna del partido para ser candidato a intendente de Córdoba, perdiendo frente a Germán Kammerath (UCeDe), el candidato avalado por de la Sota que logró 45% contra el 33% de Juan Schiaretti y el 20% que logró Juez posteriormente Kammerath resultaría elegido en el período 1999-2003.
Durante el gobierno provincial de de la Sota del período 1999-2003, fue designado director de Vialidad Provincial, y en el año 2000 designado por el gobernador fiscal anticorrupción de la provincia de Córdoba. A fines de 2002, el entonces gobernador interino, Herman Olivero, lo apartó del cargo tras conocerse irregularidades durante la gestión de Juez.

### Intendencia de Córdoba (2003-2007)
El Partido Nuevo fue constituido a finales del año 2002 por un pequeño grupo de allegados perteneciente a Unión por Córdoba. Luis Juez se presentó como candidato a las elecciones de intendente de octubre de 2003, resultando electo y obteniendo en la legislatura provincial, tres escaños en la Cámara de Diputados de la Nación. En 2005 Justicia una denuncia para que el ex intendente de Córdoba Luis Juez sea investigado por no haber denunciado en su momento el supuesto hecho de corrupción.Ese mismo año Luis Juez fue denunciado por un funcionario de su propia gestión
el presidente del Tribunal de Cuentas municipal, quien radicó una denuncia por enriquecimiento ilícitocómo intendente su patrimonio experimentaría un brusco aumento llegando a acumular 13 propiedades en el país, 7. En 2010 en una causa por malversación de fondos públicos, la jueza federal envió exhortos a dos paraísos fiscales por la aparición de tres cuentas que sumaban unos cinco millones de dólares propiedad de Juez.Posteriormente 

En 2006 el periodista Tomás Méndez da a conocer una de sus investigaciones de mayor impacto en Córdoba el llamado Narcoescándalo, donde logró probar las vinculaciones entre la Dirección Drogas Peligrosas de la Policía de Córdoba, legisladores intendentes y bandas narcos. Esta investigación derivó en la detención de toda la plana mayor policial dedicada al combate contra el narcotráfico, pero además impulsó la detención de varios funcionarios y la denuncia de otros entre ellos Juez. renuncia del jefe de Policía, Ramón Ángel Frías, y del ministro de seguridad y exjefe de Policía, Alejo Paredes. Por estas investigaciones,. El trabajo periodístico fue llevado a cabo con base en [https://www.lanacion.com.ar/1620022-narcoescandalo-una-trama-de-intrigas-y-traiciones-entre-traficantes-y-policias 
Al comienzo de su gestión dio de baja contratos que había realizado su antecesor, Germán Kammerath, con empresas privadas que prestaban servicios en la ciudad.
En 2005 denunció a Kammerath en una causa judicial, siendo a su vez denunciado por el fiscal por pagar a testigos. En diciembre de 2009 fue denunciado por García Díaz, perteneciente al PRO, quien advirtió que escuchó a Luis Juez afirmando abiertamente que había participado de una tentativa de coima por parte de un funcionario público.ese mismo año hubo allanamientos a la municipalidad tras la implementación de funcionarios del intendente Luis Juez, fueron por un supuesto intento de estafa al Estado Nacional.Posteriormente tras detectarse el envío de declaraciones juradas sospechosas desde la Municipalidad de Córdoba hacia la Secretaría de Transporte, con la intención de argumentar los subsidios que recibía la empresa de servicio urbano de pasajeros, TAMSE ligada a Juez varios de sus funcionarios serían procesados y posteriormente condenados por la Justicia.

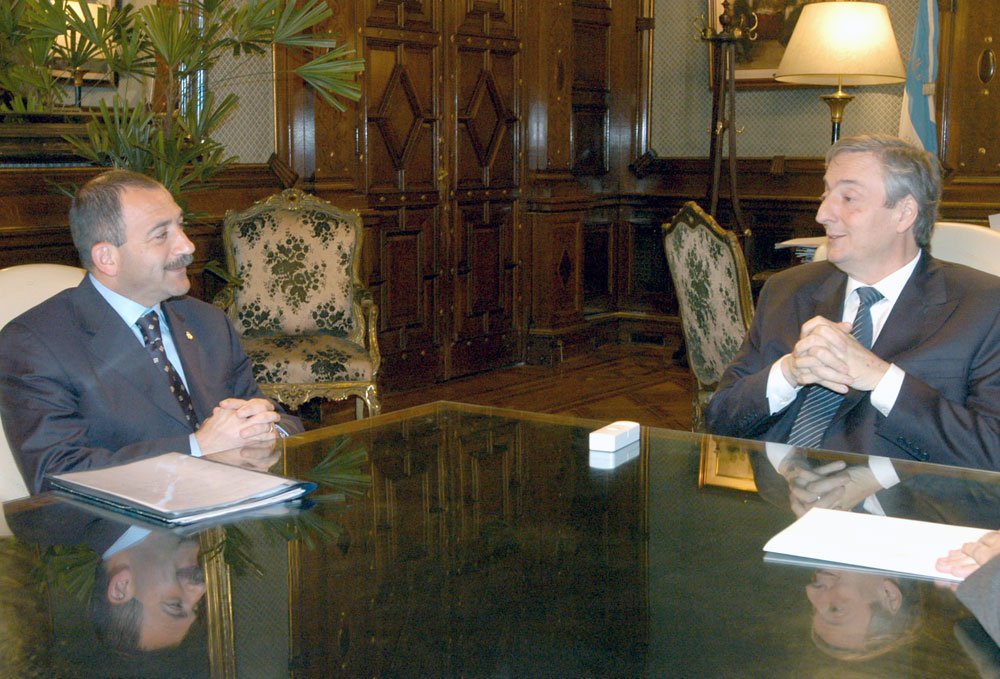
Luis Juez (a la izquierda) reunido en la Casa Rosada con el entonces Presidente de la República Argentina, Néstor Kirchner.

En 2005 fue denunciado por tener 5 millones de dólares cuentas en el exterior sin declarar. En 2007 el exvocal del Tribunal de Cuentas de la Municipalidad de Córdoba, Jorge León, pidió  que la Justicia investigue al intendente Luis Juez por presunto enriquecimiento ilícito, León era un exfuncionario juecista que renunció a fines del año pasado cuando se descubrió que familiares suyos recolectaban votos por anticipados para la frustrada consulta popular por el agua que impulsaba Juez.
A fines de 2007 Luis Juez afirmó que Mario Negri habría recibido 7 millones de pesos para ser un “candidato tapón”, cuya función era impedir un posible triunfo suyo sobre el candidato oficialista Juan Schiaretti. En 2017 se sumó una nueva denuncia por malversación de fondos públicos, que había sido realizada ante la jueza María Servini de Cubría, por la existencia de cuentas bancarias en el exterior a nombre del senador por Córdoba de tres cuentas por un monto total de alrededor de 5 millones de dólares.
| Gabinete municipal de Luis Juez 2003-2007 | Gabinete municipal de Luis Juez 2003-2007         | Gabinete municipal de Luis Juez 2003-2007                                                       |
| Cartera                                   | Titular                                           | Período                                                                                         |
| ----------------------------------------- | ------------------------------------------------- | ----------------------------------------------------------------------------------------------- |
| Secretaría de Gobierno                    | Guilermo Marianacci Marcelo Cáceres               | 10 de diciembre de 2003 - 08 de julio de 2006 - 10 de diciembre de 2007                         |
| Secretaría de Salud y Ambiente            | Raúl Giménez Horacio Barri                        | 10 de diciembre de 2003 - 08 de julio de 2006 - 10 de diciembre de 2007                         |
| Secretaría de Relaciones Institucionales  | Juan Carlos Rabbat Carlos Vicente                 | 10 de diciembre de 2003 - 08 de julio de 2006 - 10 de diciembre de 2007                         |
| Secretaría de Obras y Servicios Públicos  | Rubén Borello                                     | 10 de diciembre de 2003 - 08 de julio de 2006 - 10 de diciembre de 2007                         |
| Secretaría de Coordinación                | Rubén Borello                                     | 10 de diciembre de 2003 - 08 de julio de 2006 - 10 de diciembre de 2007                         |
| Secretaría de Desarrollo Social           | Daniel Juez                                       | 10 de diciembre de 2003 - 10 de diciembre de 2007                                               |
| Secretaría de Economía y Finanzas         | Daniel Semyraz Daniel Montes Guillermo Marianacci | 10 de diciembre de 2003 - 09 de octubre de 2004 - 08 de julio de 2006 - 10 de diciembre de 2007 |
| Secretaría de Educación                   | Susana Mazzarella                                 | 10 de diciembre de 2003 - 10 de diciembre de 2007                                               |

### Candidatura a la gobernación de Córdoba (2007)
El 2 de septiembre de 2007 Luis Juez se postuló como candidato a Gobernador de la provincia de Córdoba. Obtuvo el 36,04% de los votos, y perdió contra el entonces vicegobernador Juan Schiaretti del PJ, que logró 37,17%. Por detrás de ellos quedó Mario Negri de la UCR (22%).  Tras una queja de Juez la justicia electoral finalmente rechazo las denuncias por falta de pruebas y confirmó la victoria de Schiaretti 46 días después.

### Senador nacional (2009-2015)
En 2009 se presenta como candidato a senador nacional por una alianza entre el Frente Cívico, la Coalición Cívica de Elisa Carrio logrando ser electo senadorEse mismo año se presentaría la denuncia contra Luis Juez por malversación de caudales públicos, ante el descubrimiento en el exterior de cuentas bancarias que pertenecerían al senador nacional por la provincia de Córdoba. las cuentas estaban radicadas en las Islas Caimán y las Bahamas que sumaban unos cinco millones de dólares.las investigaciones de la fiscalía argumentó que la cantidad de dinero no podría provenir únicamente de la malversación de fondos relacionada con dinero proveniente de la Secretaría de Medio Ambiente de Córdoba, Son sociedades offshore armadas sólo para manejar dineros en el exterior. La primera fue abierta en febrero de 2005 y el 12 de junio de 2009 tenía un saldo de 751.116.81 dólares. Está en el Bank of America, aparentemente de Islas Caimán, la segunda cuenta estaba en Islas Caimán, en el Delta Bank.

### Candidatura a la gobernación de Córdoba (2011)
Luis Juez fue candidato a Gobernador en la provincia de Córdoba en las elecciones que se realizaron el 7 de agosto de 2011 por el Frente Cívico y Social. Su campaña se vio empañada por los problemas para armar su equipo, sin alianzas en el Senado nacional y comprometido por el llamado a indagatoria por malversación de fondos públicos en el otorgamiento de créditos para el saneamiento de un lago cuando él era jefe de la comuna. 
Quedó en segundo lugar con el 29,49% de los votos, detrás de Unión por Córdoba, de José Manuel de la Sota, que obtuvo el 42,61%.
A nivel nacional su partido forma parte del Frente Amplio Progresista, apoyando las candidaturas del entonces gobernador de Santa Fe, Hermes Binner y de la senadora Norma Morandini, a Presidente y Vicepresidenta respectivamente.

### Cambiemos
Luis Juez conforma una alianza con la Unión Cívica Radical y Propuesta Republicana para las elecciones a gobernador, llamada Juntos por Córdoba. Tras la cual la fórmula para la gobernación quedaba integrada por los Diputados Nacionales Oscar Aguad y Héctor Baldassi, mientras que el radical Ramón Mestre sería candidato a intendente de Córdoba y Juez encabezaría la lista de Senadores Nacionales. 
Días antes de las PASO nacionales, Juez decide presentarse como candidato a intendente de la capital cordobesa por fuera de la alianza que mantenía a nivel provincial y nacional, en alianza con la exesposa del gobernador De la Sota, Olga Riutort, en un frente denominado Fuerza de la Gente. En las elecciones municipales, Juez obtuvo el 15.81% y el cuarto lugar detrás del intendente Mestre (reelecto), del periodista Tomás Méndez (Movimiento ADN) y de Esteban Dómina (Unión por Córdoba).
En 2014 presentó una denuncia en la Justicia Federal contra el intendente radical Ramón Mestre, su secretario privado, Juan Pablo Ostanelli; y el Viceintendente Marcelo Cossar por irregularidades en los subsidios que recibió la empresa Ersa.
El 11 de diciembre de 2015, Juez jura como concejal de la ciudad de Córdoba, tras haber perdido las elecciones para intendente y un mes después el día 29 de enero de 2016 renuncia tras ser llamado por el presidente Mauricio Macri para el cargo de embajador en Ecuador.

#### Embajador en Ecuador
En 2016 es nombrado por el presidente Mauricio Macri como Embajador en Ecuador.
Durante una entrevista en 2017, el embajador argentino en Ecuador dijo que se cambió la camisa "para que no digan que este mugriento agarró hábitos ecuatorianos". En un comunicado la Cancillería de Ecuador rechazó las declaraciones del embajador de Argentina en Quito y señaló que la viceministra de Exteriores, Integración Política y Cooperación Internacional, Lourdes Puma Puma, convocó al encargado de negocios de la sede diplomática de Argentina, Carlos Catella, debido a la ausencia de su titular. La funcionaria diplomática "expresó su enfático rechazo y disgusto del Gobierno del Ecuador por las aseveraciones emitidas a la prensa argentina por el señor Luis Alfredo Juez, embajador de Argentina en Ecuador, que ofenden la dignidad del pueblo ecuatoriano y que contradicen el respeto y la amistad que deben regir las relaciones entre los dos países". La Cancillería ecuatoriana consideró "inaceptable que un representante del más alto nivel de un Estado se refiera, una vez más, de manera ofensiva a los ciudadanos del país. El gobierno de Ecuador había reclamado enfáticamente su salida. Fue desplazado del cargo en noviembre de 2017.

#### Trayectoria posterior
En marzo de 2018, el Gobierno nacional le asignó un cargo en la estructura del Ejecutivo nacional, la dirección del Instituto de Capacitación Política.
A principios de 2019, Juez muestra sus intenciones de postularse a gobernador de la provincia de Córdoba pero finalmente decide presentar su precandidatura a intendente de la ciudad de Córdoba. Contando con el apoyo de Mario Negri (precandidato a gobernador), Juez iba a competir contra Rodrigo de Loredo (apoyado por el otro precandidato, Ramón Mestre) pero en marzo se quiebra la alianza Cambiemos en Córdoba, por lo que se presentan dos candidaturas separadas para la elección general. En las elecciones quedó en segundo lugar, 17 puntos por detrás de Martín Llaryora quien resultó elegido.
Posteriormente, se presenta en la lista de Juntos por el Cambio para diputado nacional por Córdoba, ocupando el quinto lugar.
En las elecciones primarias de 2021 se presentó para senador nacional en alianza con Rodrigo de Loredo, quién encabezó la lista a diputados nacionales, ganando la interna a la lista de Mario Negri-Gustavo Santos. En las elecciones generales, Luis Juez fue elegido senador nacional, junto a su compañera Carmen Álvarez Rivero, y De Loredo diputado nacional junto a cinco candidatos a diputados.
Fue candidato a gobernador en las elecciones provinciales de Córdoba de 2023 llevando como candidato a vicegobernador al diputado nacional radical (2021-2023), Marcos Carasso. La fórmula Juez-Carasso logró más de 800 mil votos pero perdió por solo 3 puntos contra la fórmula Llaryora-Prunotto. En 2024 renuncia a la presidencia de su bloque con críticas al expresidente Macri.